# Choca-de-sooretama
Choca-de-sooretama (nome científico: Thamnophilus ambiguus) é uma espécie de ave pertencente à família dos tamnofilídeos, endêmica do Brasil.
Seu nome popular em língua inglesa é "Sooretama slaty antshrike".
O nome choca-de-sooretama foi selecionado como nome vernáculo técnico para a espécie pelo Comitê Brasileiro de Registros Ornitológicos (CBRO) em 2021.